# 诺伊恩多夫 (巴伐利亚州)
诺伊恩多夫（德語：Neuendorf，發音：[ˈnɔʏənˌdɔʁf] ⓘ）是德国巴伐利亚州下弗兰肯行政区美因-施佩萨特县的市镇，面积9.64平方千米，2023年12月31日人口为817人。